# 5096 Luzin
5096 Luzin este un asteroid din centura principală de asteroizi.

## Descriere
5096 Luzin este un asteroid din centura principală de asteroizi. A fost descoperit pe 5 septembrie 1983 la Observatorul de Astrofizică din Crimeea de Liudmila Juravliova. El prezintă o orbită caracterizată de o semiaxă mare de 2,35 ua, o excentricitate de 0,15 și o înclinație de 7,3° în raport cu ecliptica.